# Metacosa

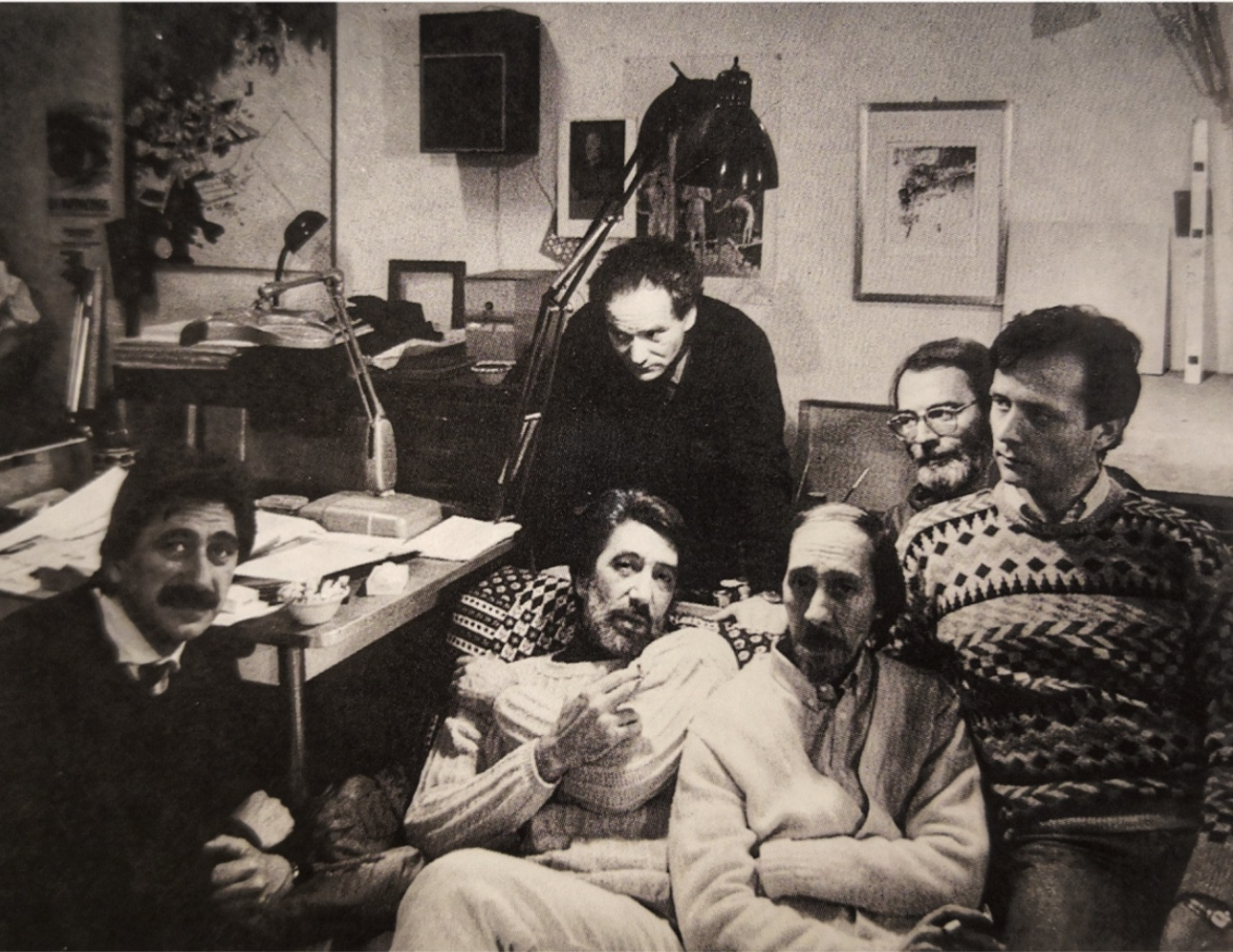

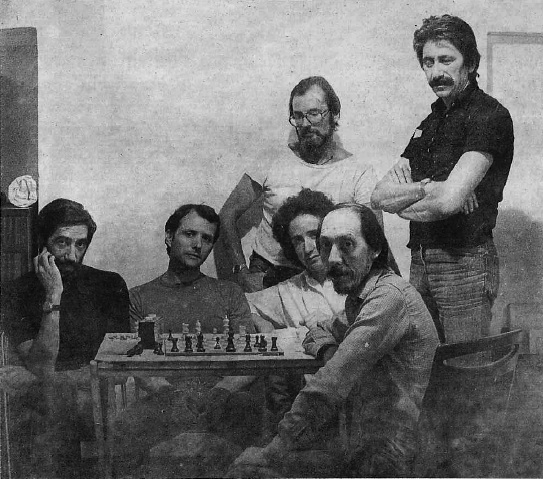

La Metacosa è un movimento artistico italiano attivo dal 1979 al 1984 di cui hanno fatto parte Gianfranco Ferroni, Sandro Luporini, Giuseppe Bartolini, Giuseppe Biagi, Bernardino Luino, Lino Mannocci e Giorgio Tonelli.
La Metacosa ha una matrice figurativa di intensità poetica con una ricerca pittorica precisa e calcolata.

## Storia
Il 9 novembre 1979, presso la Galleria dell'Incisione di Brescia, viene inaugurata la prima mostra del gruppo che solo successivamente prenderà il nome di "Metacosa"; a unirli era una certa idea di figurazione e il tentativo di dare alle proprie ricerche una collocazione all'interno di un panorama complesso e in mutamento, nel quale non era difficile smarrirsi o equivocare le ragioni profonde di certe istanze espressive. Non vi fu alcun testo critico all'interno del piccolo catalogo realizzato per la mostra di Brescia, ma semplicemente una dichiarazione introduttiva condivisa da tutti gli artisti: «Anche se non si può parlare proprio di un gruppo la mostra che presentiamo vuole essere qualcosa di diverso da una collettiva. Ci siamo uniti non solo per stima reciproca ma soprattutto per verificare la possibilità di una ricerca in comune».
Nell'insieme si tratta di un gruppo anagraficamente assortito: non compagni di studi e geograficamente distanti, ma tenuti insieme da una rete di relazioni più complesse che indipendentemente l'una dall'altra convergono nell'opera del pittore più anziano, Gianfranco Ferroni, livornese di nascita e milanese d'adozione. Assieme a lui, infatti, nella prima mostra a Brescia si trovavano altri artisti nati o residenti in Toscana, come Sandro Luporini, nato a Viareggio nel 1930 e allora residente, stando alle notizie biografiche offerte dal catalogo del 1979, a Capezzano Pianore, e Giuseppe Bartolini, nato a Viareggio nel 1938. Di Viareggio, ma già residente a Londra, è Lino Mannocci, classe 1945, così come a Londra risiede il bresciano Giorgio Tonelli, del 1941. Infine il più giovane, Bernardino Luino, era nato a Latina nel 1951 ma dal 1976, finiti gli studi a Roma e Firenze, era approdato a Milano, cominciando a frequentare assiduamente lo studio di Ferroni. A questi, poi, si sarebbe aggiunto nel 1983 un altro viareggino, Giuseppe Biagi, nato nel 1949.
Luporini e Ferroni si conoscevano già dagli anni cinquanta e avevano condiviso l'esperienza del cosiddetto realismo esistenziale e della pittura di impegno civile, delle periferie e del disagio delle classi subalterne nel contesto delle nuove città. Era stato il primo, poi, a far conoscere al secondo Bartolini e Mannocci. Per altra via, invece, Luino aveva conosciuto Ferroni non appena arrivato a Milano, vivendo persino per qualche tempo nello studio di Ferroni in attesa di trovare una diversa sistemazione, incontrando nel frattempo, sempre a Milano, Luporini e Tonelli.
Nel 1983, in occasione della prima mostra a Viareggio,  dal 18 agosto al 4 settembre in Palazzo Paolina, sotto gli auspici di Arialdo Ceribelli, che forte della sua navigata esperienza in campo editoriale cura la grafica del catalogo per la bergamasca Cedis, e con una presentazione di Roberto Tassi, al gruppo si aggiunge Giuseppe Biagi (questo pertanto il gruppo degli artisti espositori: Giuseppe Bartolini, Giuseppe Biagi, Gianfranco Ferroni, Bernardino Luino, Sandro Luporini, Lino Mannocci, Giorgio Tonelli). Il relativo catalogo, La Metacosa, si apre con la presentazione dell'assessore alla cultura del Comune di Viareggio Aldo Belli e di Roberto Rossi (Segretario) a nome dell'Arci Versilia e del Comitato Amici di Vottorio Grotti.
Nel 2004 per iniziativa della Provincia di Milano, in collaborazione con Adriano Primo Baldi presidente dell'Adac (Associazione Diffusione Arte Cultura) di Modena, si è tenuta una grande mostra del Gruppo Metacosa allo Spazio Oberdan, curata da Philippe Daverio per la prima volta in veste di curatore, dal titolo Fenomenologia della Metacosa: 7 artisti nel 1979 a Milano e 25 anni dopo. 

## Movimento
I pittori della Metacosa testimoniavano una insoddisfazione, e la necessità di un ritorno alla pittura, che non fosse però nell'ordine del già conosciuto neorealismo e, tanto meno, della testimonianza ideologica di Guttuso o delle isolate esperienze di Alberto Sughi e di Riccardo Tommasi Ferroni. E così, in Lombardia, intorno a Gianfranco Ferroni e alla sua solitaria ed estrema riflessione su Vermeer, si riuniscono alcuni rigorosi e intransigenti filosofi che hanno scelto il linguaggio della pittura per dire il loro pensiero. E, dovendo definirsi in gruppo, come il secolo chiede, nel movimento che lo anima, trovano la formula che ne indica le affinità con l'esperienza più luminosa, breve e radicale: la Metafisica. Metafisica/Metacosa: un'idea felice, anche se forse non fortunata, ma ben corrispondente alla visione e al metodo che, almeno nella prima fase, ne distinguono i caratteri e l'ispirazione. Il titolo che questo gruppo ha voluto usare per la prima mostra, e che diventerà successivamente il nome del movimento artistico, non intendeva dire molto; era un titolo come un altro; e la sua radice indicava già che l'avanguardia riconosciuta alle spalle era quella della pittura metafisica. Questa pittura mise subito in scena un trasalimento, o un traballamento, del reale; provocato da sintomi e da alterazioni minime e quasi nascoste, da una qualità dello sguardo e da una qualità dello spazio, che erano fatti molto nuovi e formavano quindi lo specifico di pittura, priva di immediati precedenti, se non superficiali o superficialmente intesi. È appunto attraverso quel trasalimento che, pur dipingendo apparentemente il reale secondo le sue regolari dimensioni e apparenze, il nuovo pittore creava invece un'immagine il cui significato è al di là delle apparenze; tentava di penetrare nelle profondità misteriosissime del reale aggirando, con splendore di stile e con persistenza di sguardo, le apparenze. L'essenza della cosa sta a lato della cosa, la «cosità» della cosa sta nel fantasma che la doppia, nel fantasma invisibile che la custodisce, ma la cui ombra o la cui presenza comincia ad avvertirsi se, fissandosi lo sguardo sulla cosa o su una sua parte, esso sguardo diventa talmente persistente, talmente ossessivo da poter cogliere, e quindi riprodurre, nei minimi interstizi dell'immagine quelle verità occulte. La novità di questa pittura era il soggetto-oggetto dello sguardo e quindi dell'immagine; cioè le cose più usuali, più comuni, più quotidianamente poste nello spazio che circonda l'esistenza , frammenti di queste cose, inquadrature di queste cose: una finestra, un angolo di stanza, la fuga a piastrelle o a lische di legno di un pavimento, un tratto vuoto e squallido dello studio, una parete con l'impronta più chiara di un quadro che è stato tolto, un quadro nel quadro, una tenda, un lenzuolo accartocciato, una seggiola, un volo di gabbiano, una stazione di benzina, una discesa di paracadute.
I pittori della Metacosa condividono con l'esperienza della Metafisica un parallelismo di necessità nel ridare centralità all'esperienza pittorica, riflettono sull'idea di tradizione, contro la rottura neoavanguardistica, che tra la fine degli anni Sessanta e lungo tutto il decennio successivo, trova nell'esperienza poverista, nell'arte programmata, nella minimal art e poi con il diffondersi dell'arte performativa e sociale, un calo di attenzione anche nei grandi contenitori espositivi internazionali. L'azione della Metacosa, e in forma individuale di Ferroni, verte anche in una battaglia tutta interna all'idea di pittura, prendendo le distanze dalla compagine Transavanguardistica, Citazionista e Anacronista, che dalla fine degli anni Settanta andavano comunque tracciando una via dominante di ritorno all'iconografia pittorica, con declinazioni per molti aspetti reazionarie e declinazioni formali di pura retorica, slegate dall'effettiva realtà del decennio. Il parallelismo con la Metafisica in questo senso può avere una continuità nella scelta di cosa rappresentare in un panorama che allo schiudersi degli anni Ottanta si mostra in tutta la sua complicata enigmaticità, dove i codici linguistici impegnati nel passato richiedono una diversa interpretazione. Se la poetica della Metafisica suscitava una riflessione oltre la conoscenza della realtà in una sorta di nuova libertà costruttiva tra reale e irreale, la Metacosa si interroga sulla diversa accezione che assume l'oggetto, la "cosa", in un clima di mutata condizione sociale. Nella Metacosa l'interesse verso l'oggetto mantiene una radice d'impegno sociale, completamente assente nella Metafisica che anzi vi rifugge, trovando la propria radice nell'esperienza della "Scuola di Milano", grazie proprio anche alle singole partecipazioni di Luporini e Ferroni, che all'inizio degli anni Settanta mantengono viva una linea pittorica, mai sopita, ma certo offuscata da altre modalità artistiche, di interesse sociale. Un'attenzione declinata ancora secondo una chiave di realismo narrativo, attraverso l'oggetto rappresentato e che trova il massimo riconoscimento europeo nella mostra Italienische Realisten 1945 bis 1974 in cui è ribadita la consapevolezza di una coscienza critica della realtà e dove tra gli altri è presente anche Ferroni.
Bartolini lavorava sulla veduta, mescolando squarci di natura e brani di architettura di periferia dai gasometri alle stazioni ferroviarie sotto un'impietosa luce meridiana. Ferroni approfondiva imperturbabile la propria discesa esplorativa nel perimetro del proprio studio. Luino accanto ai letti sfatti e ai ritratti aveva allargato lo sguardo verso nuovi scorci di interno lavorando sul controluce e l'afflusso di luce frontale nello spazio. Luporini, la cui attività di paroliere stava diventando sempre più impegnativa pur non sottraendolo alla pittura, era concentrato sul rapporto fra interno ed esterno servendosi del tema della finestra come elemento di impaginazione compositiva su un telaio ortogonale. Mannocci, invece, aveva complicato i termini concettuali del dispositivo pittorico: l'elemento narrativo è incorniciato entro riquadri, cornici o altri inserti bidimensionali poggiati a terra entro interni dai pavimenti ben in vista, attivando un gioco di proiezioni surrealiste e di rispecchiamenti autoreferenziali tutti giocati entro l'arena di uno spazio disadorno ridotto a pareti monocolore, piastrelle e parquet. Tonelli, invece, aveva fatto un salto verso la veduta mettendo a fuoco i suoi paesaggi urbani londinesi. Si è tentati di credere però che l'inserimento di Biagi nel gruppo abbia spostato l'asse interpretativo del gruppo rispetto alla prima impressione registrata nel 1979; è lui, infatti, il più esplicitamente surrealista del gruppo. 
Gli artisti della Metacosa, per loro stessa ammissione, sono sempre stati accomunati dalla prospettiva pittorica dell'arte figurativa, ma atomi profondamente diversi e separati di una materia che li vede però, per un certo tempo, vicini.

## Mostre

### 1979
Bartolini - Ferroni - Luino - Luporini - Mannocci - Tonelli
Galleria dell'Incisione - Brescia - novembre 1979

### 1980
Bartolini - Ferroni - Luino - Luporini - Mannocci - Tonelli
"Il conventino" - Bergamo - gennaio 1980
Bartolini - Ferroni - Luino - Luporini - Mannocci - Tonelli
Galleria il Fante di Spade - Milano - gennaio/marzo 1980

### 1983
Bartolini - Biagi - Ferroni - Luino - Luporini - Mannocci - Tonelli
LA METACOSA a cura di Roberto Tassi
Palazzo Paolina - Viareggio - 18 agosto - 4 settembre 1983

### 1984
Bartolini - Biagi - Ferroni - Luporini - Mannocci - Tonelli
LA METACOSA a cura di Roberto Tassi e Marco Rosci
Teatro Sociale - Bergamo - maggio/giugno 1984

### 2004
Bartolini - Biagi - Ferroni - Luino - Luporini - Mannocci - Tonelli
Fenomenologia della Metacosa a cura di Philippe Daverio
Spazio Oberdan - Milano - ottobre/novembre 2004

### 2019
Bartolini - Biagi - Ferroni - Luino - Luporini - Mannocci - Tonelli
LA METACOSA a cura di Arialdo Ceribelli
Galleria Ceribelli - Bergamo - dicembre 2019/aprile 2020